# Милтијадес Гускос
Британска Индија
Милтијадес Гускос (грч. Μιλτιάδης Γούσκος; рођен је 1877. на Закинтосу — преминуо 1904. у Индији од последица тровања храном) је грчки атлетичар, који се такмичио у бацању кугле. Учествовао је на првим Олимпијским играма 1896. у Атини.
На играма у Атини се такмичио у бацању кугле. Освојио је друго место са резултатом 11,03 метра, иза Американца Гарета, који је бацио куглу 11,22 метра.